# USS LST-75
O USS LST-75 foi um navio de guerra norte-americano da classe LST que operou durante a Segunda Guerra Mundial.